# Османштедт
Османштедт (нем. Oßmannstedt) — община в Германии, в земле Тюрингия. 
Входит в состав района Веймар. Подчиняется управлению Ильмталь-Вайнштрассе.  Население составляет 1286 человек (на 31 декабря 2010 года). Занимает площадь 16,50 км².